# Epidemisjukhuset, Örebro

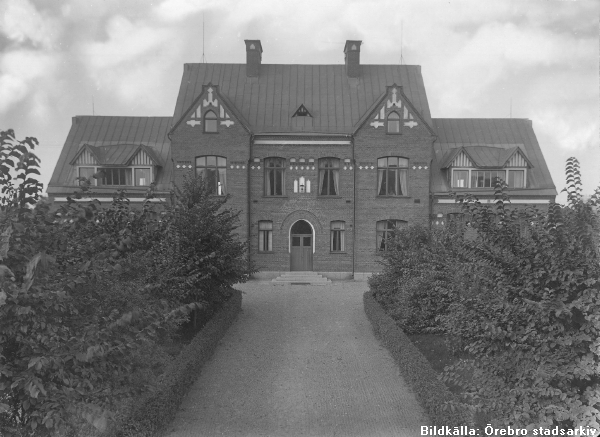
Epidemisjukhuset i Örebro, 1921. Foto: Sam Lindskog

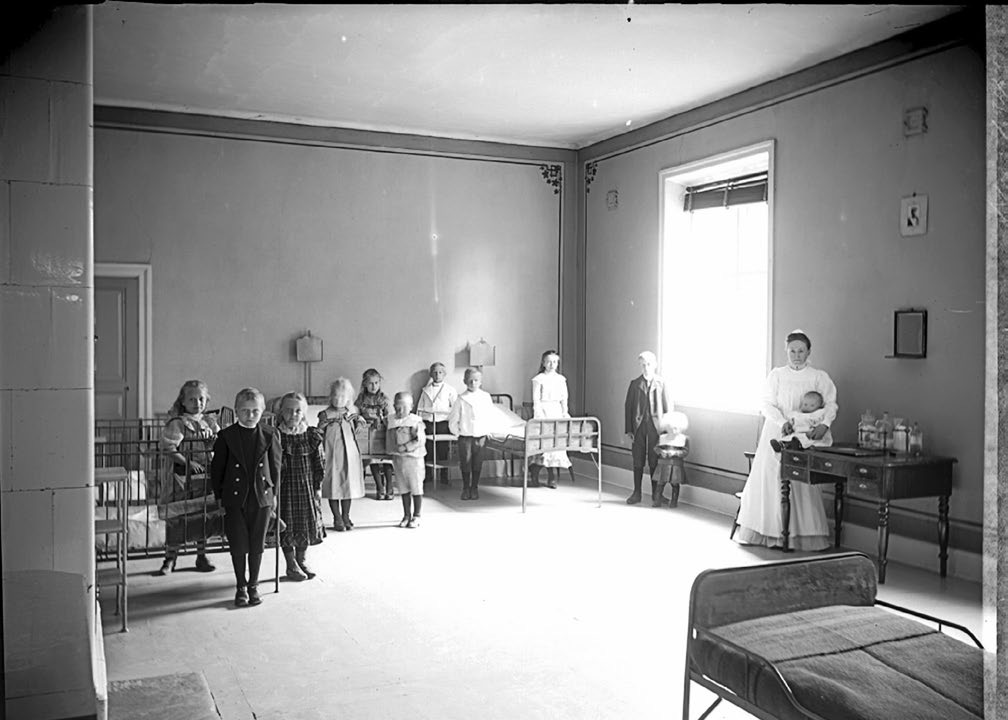
Barnsal, 1903

Epidemisjukhuset i Örebro med adress Skolgatan 36-38, invigdes 1903. Arkitekt var stadsarkitekten Magnus Dahlander. Bakgrunden var att Sundhetskollegium hade beslutat - enligt hälsovårdsstadgan av 1874 och epidemistadgan av 1875 - att sjukhus för isolering av smittsjuka skulle finnas i alla städer. Sjukhuset hade från början plats för 52 patienter. Platsantalet kunde i nödfall utökas till 72. Förutom observationspaviljong, difteripaviljong och scharlakansfeberpaviljong, fanns olika förvaltnings- och ekonomibyggnader.
Från början var Örebro stad huvudman för sjukhuset, som kallades Örebro stads epidemisjukhus. Vården var kostnadsfri för invånare i staden. År 1924 lät landstinget uppföra epidemisjukstugan vid Älvtomtagatan. Den var avsedd för patienter från kommunerna utanför Örebro. År 1950 förhandlade landstinget och Örebro stad fram en uppgörelse som innebar att staden från och med 1951 uppgick i landstingets epidemidistrikt. All epidemisjukvård i Örebro med omnejd centraliserades därefter till sjukhuset vid Skolgatan. Samma år tillträdde Jan Barr som epidemisjukhusöverläkare. Han stannade kvar på kliniken till sin pensionering år 1980.
Sjukhuset hade på 1950-talet 110 vårdplatser. Exempel på epidemier som sjukhuset fick hantera under denna tid var polio, salmonella, hepatit och influensa.
År 1963 inordnades epidemisjukhuset som infektionsklinik under dåvarande Centrallasarettet i Örebro och året därpå flyttade verksamheten in till det nyinrättade Regionsjukhuset, som infektionsklinik. Byggnaderna vid Slottsgatan finns kvar, och har genom åren använts för olika ändamål. Bland annat startade Regionsjukhusets neurologklinik sin verksamhet 1966 i dessa lokaler. Idag har det landstingsägda fastighetsbolaget Länsgården sitt kontor här.